# ليلاند دبليو. كار
ليلاند دبليو. كار (بالإنجليزية: Leland W. Carr)‏ هو محامي وقاضي وسياسي أمريكي، ولد في 29 سبتمبر 1883، وتوفي في 30 مايو 1969. حزبياً، نشط في الحزب الجمهوري.